# Alkohol propargilowy
Alkohol propargilowy, HC≡C−CH
2−OH – organiczny związek chemiczny z grupy alkoholi nienasyconych, najprostszy alkohol z potrójnym wiązaniem. Ulega charakterystycznym reakcjom zarówno grupy alkoholowej, jak i wiązania potrójnego. Jeśli acetylenowy atom wodoru zostanie podstawiony metalem, to tworzą się wówczas trudno rozpuszczalne w wodzie, wybuchowe sole.
Na skalę przemysłową uzyskiwany jest jako produkt uboczny syntezy butynodiolu (HO−CH
2−C≡C−CH
2−OH) w wyniku addycji formaldehydu do acetylenu w obecności CuC
2 jako katalizatora:
HC≡CH + H
2C=O → HC≡C−CH
2−OH
Można go też otrzymać w reakcji eliminacji HCl z 3-chloroprop-2-en-1-olu:
HO−CH
2−CH=CH−Cl + NaOH → HC≡C−CH
2−OH + NaCl + H
2O
Powstaje także, jednak z niskimi wydajnościami, m.in. w reakcjach paraformaldehydu z acetylenkiem sodu (Na−C≡C−Na) w ciekłym amoniaku oraz podczas eliminacji HCl z 2-chloroprop-2-en-1-olu (HO−CH
2−CCl=CH
2).